# Llista de monuments de Montferrer i Castellbò
Llista de monuments de Montferrer i Castellbò inclosos en l'Inventari del Patrimoni Arquitectònic Català per al municipi de Montferrer i Castellbò (Alt Urgell). Inclou els inscrits en el Registre de Béns Culturals d'Interès Nacional (BCIN) amb la classificació de monuments històrics, els Béns Culturals d'Interès Local (BCIL) de caràcter immoble i la resta de béns arquitectònics integrants del patrimoni cultural català.
| Monument                                                            | Protecció    | Estil/època                   | Localització                                               | Coordenades                                          | Codi?         | Imatge |
| ------------------------------------------------------------------- | ------------ | ----------------------------- | ---------------------------------------------------------- | ---------------------------------------------------- | ------------- | --- |
| Castell de Castellbò                                                | BCIN 1082-MH | Romànic XI-XII                | Montferrer i Castellbò Pl. Major, Castellbò                | 42° 22′ 28″ N, 1° 21′ 22″ E / 42.374546°N,1.356003°E | RI-51-0006394 | Castell de Castellbó (Montferrer i Castellbò) · Vegeu més fotos d'aquest monument · Carregueu una nova foto d'aquest monument                                                |
| Torres colomers                                                     | BCIN 1083-MH | Onra popular Medieval         | Montferrer i Castellbò Castellbò                           | 42° 22′ 30″ N, 1° 21′ 31″ E / 42.374869°N,1.358521°E | RI-51-0006395 | Torres colomers (Montferrer i Castellbò) · Vegeu més fotos d'aquest monument · Carregueu una nova foto d'aquest monument                                                     |
| Església parroquial de Sant Esteve d'Aravell                        | BCIL 2010    | Obra popular                  | Montferrer i Castellbò Aravell                             | 42° 21′ 35″ N, 1° 24′ 18″ E / 42.359829°N,1.404885°E | IPA-15585     | Església parroquial de Sant Esteve d'Aravell (Montferrer i Castellbò) · Vegeu més fotos d'aquest monument · Carregueu una nova foto d'aquest monument                        |
| Capella de Santa Llúcia d'Aravell                                   | BCIL 2011    | Romànic XIII                  | Montferrer i Castellbò Aravell                             | 42° 21′ 29″ N, 1° 23′ 48″ E / 42.358085°N,1.396769°E | IPA-15586     | Capella de Santa Llúcia (Montferrer i Castellbò) · Vegeu més fotos d'aquest monument · Carregueu una nova foto d'aquest monument                                             |
| Capella de Sant Martí del Mas d'en Roqueta                          | BCIL 2011    | Obra popular XVII             | Montferrer i Castellbò Mas d'en Roqueta                    | 42° 22′ 01″ N, 1° 24′ 10″ E / 42.367068°N,1.402716°E | IPA-15588     | Carregueu una nova foto d'aquest monument |
| Església parroquial de Sant Vicenç de Montferrer                    | BCIL 2010    | Obra popular XVIII            | Montferrer i Castellbò Montferrer                          | 42° 20′ 29″ N, 1° 25′ 40″ E / 42.341523°N,1.427769°E | IPA-15590     | Carregueu una nova foto d'aquest monument |
| Ermita de la Mare de Déu de la Trobada de Montferrer                | BCIL 2002    | Obra popular, barroc XVII     | Montferrer i Castellbò Montferrer                          | 42° 20′ 48″ N, 1° 25′ 27″ E / 42.346691°N,1.424059°E | IPA-15591     | Ermita de la Mare de Déu de la Trobada de Montferrer (Montferrer i Castellbò) · Vegeu més fotos d'aquest monument · Carregueu una nova foto d'aquest monument                |
| Església parroquial de Sant Pere de Bellestar                       | BCIL 2010    | Obra popular XVII             | Montferrer i Castellbò Bellestar                           | 42° 22′ 05″ N, 1° 25′ 10″ E / 42.367935°N,1.419575°E | IPA-15593     | Església parroquial de Sant Pere de Bellestar (Montferrer i Castellbò) · Vegeu més fotos d'aquest monument · Carregueu una nova foto d'aquest monument                       |
| Capella de Sant Marc de Bellestar                                   | BCIL 2011    | Obra popular                  | Montferrer i Castellbò Bellestar                           | 42° 21′ 42″ N, 1° 24′ 58″ E / 42.361611°N,1.416027°E | IPA-15594     | Capella de Sant Marc de Bellestar (Montferrer i Castellbò) · Vegeu més fotos d'aquest monument · Carregueu una nova foto d'aquest monument                                   |
| Església de Sant Joan de Campmajor                                  | BCIL 2011    | Romànic XII                   | Montferrer i Castellbò                                     | 42° 23′ 20″ N, 1° 25′ 18″ E / 42.388964°N,1.421727°E | IPA-15596     | Església de Sant Joan de Campmajor (Montferrer i Castellbò) · Vegeu més fotos d'aquest monument · Carregueu una nova foto d'aquest monument                                  |
| Capella de la Mare de Déu dels Dolors de Porredon                   | BCIL 2011    | Romànic                       | Montferrer i Castellbò Mas Porrodon                        | 42° 23′ 06″ N, 1° 25′ 10″ E / 42.384870°N,1.419375°E | IPA-15597     | Carregueu una nova foto d'aquest monument |
| Col·legiata de Santa Maria de Castellbò                             | BCIL 2000    | Romànic, gòtic                | Montferrer i Castellbò Castellbò                           | 42° 22′ 31″ N, 1° 21′ 21″ E / 42.375174°N,1.355886°E | IPA-15600     | Col·legiata de Santa Maria de Castellbò (Montferrer i Castellbò) · Vegeu més fotos d'aquest monument · Carregueu una nova foto d'aquest monument                             |
| Església de la Mare de Déu del Remei de Castellbò                   | BCIL 2011    | Obra popular                  | Montferrer i Castellbò Castellbò                           | 42° 22′ 25″ N, 1° 21′ 49″ E / 42.373542°N,1.363616°E | IPA-15601     | Carregueu una nova foto d'aquest monument |
| Pont de Castellbò                                                   | BCIL 2011    | Obra popular XVII             | Montferrer i Castellbò A l'entrada de la vila de Castellbò | 42° 22′ 25″ N, 1° 21′ 27″ E / 42.373728°N,1.357527°E | IPA-15602     | Pont de Castellbò (Montferrer i Castellbò) · Vegeu més fotos d'aquest monument · Carregueu una nova foto d'aquest monument                                                   |
| Pont al camí d'Albet                                                | BCIL 2011    | Obra popular                  | Montferrer i Castellbò Camí d'Albet, Castellbò             | 42° 23′ 38″ N, 1° 19′ 54″ E / 42.393922°N,1.331685°E | IPA-15603     | Carregueu una nova foto d'aquest monument |
| Església parroquial de Santa Coloma de Vilamitjana                  | BCIL 2012    | Obra popular                  | Montferrer i Castellbò Vilamitjana                         | 42° 20′ 55″ N, 1° 22′ 44″ E / 42.348715°N,1.379012°E | IPA-15605     | Carregueu una nova foto d'aquest monument |
| Església parroquial de Sant Joan d'Avellanet                        | BCIL 2008    | Romànic XII                   | Montferrer i Castellbò Avellanet                           | 42° 21′ 03″ N, 1° 19′ 44″ E / 42.350898°N,1.328912°E | IPA-15610     | Església parroquial de Sant Joan d'Avellanet (Montferrer i Castellbò) · Vegeu més fotos d'aquest monument · Carregueu una nova foto d'aquest monument                        |
| Església de Sant Fruitós de Carmeniu, Església de Sant Fructuós     | BCIL 2010    | Obra popular XVII             | Montferrer i Castellbò Carmeniu                            | 42° 22′ 07″ N, 1° 20′ 15″ E / 42.368661°N,1.337389°E | IPA-15612     | Església de Sant Fruitós de Carmeniu (Montferrer i Castellbò) · Vegeu més fotos d'aquest monument · Carregueu una nova foto d'aquest monument                                |
| Església parroquial de Sant Iscle i Santa Victòria de Turbiàs       | BCIL 2011    | Obra popular XVIII            | Montferrer i Castellbò Turbiàs                             | 42° 22′ 53″ N, 1° 19′ 22″ E / 42.381470°N,1.322694°E | IPA-15614     | Església parroquial de Sant Iscle i Santa Victòria de Turbiàs (Montferrer i Castellbò) · Vegeu més fotos d'aquest monument · Carregueu una nova foto d'aquest monument       |
| Església parroquial de Sant Andreu                                  | BCIL 2008    | Romànic XII                   | Montferrer i Castellbò Sant Andreu de Castellbò            | 42° 23′ 44″ N, 1° 18′ 23″ E / 42.395559°N,1.306433°E | IPA-15617     | Església parroquial de Sant Andreu (Montferrer i Castellbò) · Vegeu més fotos d'aquest monument · Carregueu una nova foto d'aquest monument                                  |
| Santuari de Sant Joan de l'Erm Vell                                 | BCIL 2011    | Obra popular XVII             | Montferrer i Castellbò                                     | 42° 26′ 20″ N, 1° 15′ 28″ E / 42.438907°N,1.257890°E | IPA-15619     | Santuari de Sant Joan de l'Erm Vell (Montferrer i Castellbò) · Vegeu més fotos d'aquest monument · Carregueu una nova foto d'aquest monument                                 |
| Santuari de Sant Joan de l'Erm Nou                                  | BCIL 2010    | Darreres tendències XX Mitjan | Montferrer i Castellbò Pla de la Basseta                   | 42° 24′ 54″ N, 1° 17′ 16″ E / 42.415124°N,1.287652°E | IPA-15620     | Santuari de Sant Joan de l'Erm Nou (Montferrer i Castellbò) · Vegeu més fotos d'aquest monument · Carregueu una nova foto d'aquest monument                                  |
| Església parroquial de la Santa Creu                                | BCIL 2008    | Obra popular                  | Montferrer i Castellbò Santa Creu de Castellbò             | 42° 24′ 19″ N, 1° 18′ 42″ E / 42.405302°N,1.311530°E | IPA-15622     | Església parroquial de la Santa Creu (Montferrer i Castellbò) · Vegeu més fotos d'aquest monument · Carregueu una nova foto d'aquest monument                                |
| Església de Sant Serni de Seix                                      | BCIL 2010    | Romànic XII                   | Montferrer i Castellbò Seix                                | 42° 24′ 58″ N, 1° 19′ 00″ E / 42.416122°N,1.316739°E | IPA-15624     | Església de Sant Serni de Seix (Montferrer i Castellbò) · Vegeu més fotos d'aquest monument · Carregueu una nova foto d'aquest monument                                      |
| Església de Sant Martí d'Albet                                      | BCIL 2010    | Obra popular XVII             | Montferrer i Castellbò Albet                               | 42° 24′ 20″ N, 1° 19′ 31″ E / 42.405659°N,1.325151°E | IPA-15626     | Església de Sant Martí d'Albet (Montferrer i Castellbò) · Vegeu més fotos d'aquest monument · Carregueu una nova foto d'aquest monument                                      |
| Capella de la Mare de Déu d'Algons                                  | BCIL 2011    | Obra popular XIX              | Montferrer i Castellbò Algons                              | 42° 23′ 41″ N, 1° 20′ 47″ E / 42.394645°N,1.346275°E | IPA-15629     | Carregueu una nova foto d'aquest monument |
| Església de Sant Julià de Solanell                                  | BCIL 2011    | Obra popular XVIII            | Montferrer i Castellbò Solanell                            | 42° 24′ 46″ N, 1° 20′ 40″ E / 42.412863°N,1.344323°E | IPA-15631     | Carregueu una nova foto d'aquest monument |
| Capella de Sant Fruitós del Mas d'en Pere o de Sant Josep           | BCIL 2011    | Obra popular                  | Montferrer i Castellbò Mas d'en Pere                       | 42° 23′ 14″ N, 1° 20′ 58″ E / 42.387091°N,1.349498°E | IPA-15634     | Carregueu una nova foto d'aquest monument |
| Església parroquial de Sant Vicenç de Sendes                        | BCIL 2011    | XVIII                         | Montferrer i Castellbò Sendes                              | 42° 24′ 06″ N, 1° 21′ 46″ E / 42.401570°N,1.362852°E | IPA-15638     | Carregueu una nova foto d'aquest monument |
| Església parroquial de Sant Sadurní                                 |              | Obra popular                  | Montferrer i Castellbò Sallent                             | 42° 23′ 59″ N, 1° 23′ 04″ E / 42.399860°N,1.384518°E | IPA-15639     | Carregueu una nova foto d'aquest monument |
| Església de Sant Climent de la Torre                                | BCIL 2011    | Romànic XII                   | Montferrer i Castellbò La Torre                            | 42° 23′ 16″ N, 1° 22′ 52″ E / 42.387882°N,1.381008°E | IPA-15640     | Església de Sant Climent de la Torre (Montferrer i Castellbò) · Vegeu més fotos d'aquest monument · Carregueu una nova foto d'aquest monument                                |
| Església parroquial de Sant Romà i Sant Marc de Pallerols del Cantó | BCIL 2011    | Obra popular                  | Montferrer i Castellbò Pallerols del Cantó                 | 42° 21′ 21″ N, 1° 18′ 45″ E / 42.355929°N,1.312542°E | IPA-15642     | Església parroquial de Sant Romà i Sant Marc de Pallerols del Cantó (Montferrer i Castellbò) · Vegeu més fotos d'aquest monument · Carregueu una nova foto d'aquest monument |
| Església de Sant Pere Cassovall                                     | BCIL 2011    | Obra popular                  | Montferrer i Castellbò Cassovall                           | 42° 21′ 11″ N, 1° 18′ 40″ E / 42.353004°N,1.311109°E | IPA-15644     | Església de Sant Pere Cassovall (Montferrer i Castellbò) · Vegeu més fotos d'aquest monument · Carregueu una nova foto d'aquest monument                                     |
| Església de Sant Climent de Saulet                                  | BCIL 2011    | Obra popular                  | Montferrer i Castellbò Saulet                              | 42° 20′ 25″ N, 1° 19′ 14″ E / 42.340222°N,1.320452°E | IPA-15646     | Carregueu una nova foto d'aquest monument |
| Església parroquial de Sant Vicenç de Canturri                      | BCIL 2011    | Obra popular                  | Montferrer i Castellbò Canturri                            | 42° 22′ 05″ N, 1° 17′ 16″ E / 42.368054°N,1.287831°E | IPA-15648     | Església parroquial de Sant Vicenç de Canturri (Montferrer i Castellbò) · Vegeu més fotos d'aquest monument · Carregueu una nova foto d'aquest monument                      |
| Monestir de Santa Cecília d'Elins                                   | BCIL 2011    | Romànic XI                    | Montferrer i Castellbò Mas d'Elins                         | 42° 20′ 56″ N, 1° 18′ 52″ E / 42.348955°N,1.314437°E | IPA-15649     | Carregueu una nova foto d'aquest monument |
| Església parroquial de Sant Fruitós de Guils del Cantó              | BCIL 2010    | Barroc XVII                   | Montferrer i Castellbò Guils del Cantó                     | 42° 20′ 45″ N, 1° 17′ 00″ E / 42.345742°N,1.283320°E | IPA-15651     | Església parroquial de Sant Fruitós de Guils del Cantó (Montferrer i Castellbò) · Vegeu més fotos d'aquest monument · Carregueu una nova foto d'aquest monument              |
| Portada de Sant Magí de Guils del Cantó                             | BCIL 2011    | Gòtic XV                      | Montferrer i Castellbò Guils del Cantó                     | 42° 20′ 44″ N, 1° 16′ 59″ E / 42.34557°N,1.28293°E   | IPA-15652     | Carregueu una nova foto d'aquest monument |
| Església parroquial de Sant Serni de Vila-rubla                     | BCIL 2008    | Romànic                       | Montferrer i Castellbò Vila-rubla                          | 42° 20′ 49″ N, 1° 14′ 15″ E / 42.346865°N,1.237423°E | IPA-15654     | Església parroquial de Sant Serni de Vila-rubla (Montferrer i Castellbò) · Vegeu més fotos d'aquest monument · Carregueu una nova foto d'aquest monument                     |
| Església de Sant Joan de Solans, Església parroquial de Sant Miquel | BCIL 2011    | Obra popular                  | Montferrer i Castellbò Solans                              | 42° 20′ 13″ N, 1° 14′ 59″ E / 42.336815°N,1.249769°E | IPA-15656     | Carregueu una nova foto d'aquest monument |
| Ermita de Santa Eugènia de Solans                                   | BCIL 2011    | Obra popular                  | Montferrer i Castellbò Solans                              | 42° 19′ 43″ N, 1° 15′ 02″ E / 42.328726°N,1.250558°E | IPA-15657     | Carregueu una nova foto d'aquest monument |
| Capella de Sant Francesc del Mas d'en Roca                          | BCIL 2011    | Obra popular                  | Montferrer i Castellbò Mas d'en Roca                       | 42° 23′ 10″ N, 1° 23′ 48″ E / 42.386156°N,1.396602°E | IPA-15658     | Carregueu una nova foto d'aquest monument |
| Carrer Clos de Vilamitjana                                          | BCIL 2002    | Obra popular Medieval         | Montferrer i Castellbò C. Clos, Vilamitjana                | 42° 20′ 55″ N, 1° 22′ 44″ E / 42.348589°N,1.378990°E | IPA-23486     | Carregueu una nova foto d'aquest monument |
| Creu de Pal de Castellbò, creu de terme                             | BCIL 2011    | Historicisme XX               | Montferrer i Castellbò Entrada població venint d'Adrall    | 42° 22′ 24″ N, 1° 21′ 34″ E / 42.373417°N,1.359524°E | IPA-30649     | Creu de Pal de Castellbò (Montferrer i Castellbò) · Vegeu més fotos d'aquest monument · Carregueu una nova foto d'aquest monument                                            |
| Antiga Farinera de Montferrer, Museu Molí Fariner o les Tres Moles  | BCIL 2011    | Obra popular XIX Final        | Montferrer i Castellbò Nucli del poble                     | 42° 20′ 51″ N, 1° 25′ 32″ E / 42.347492°N,1.425653°E | IPA-38273     | Antiga Farinera de Montferrer (Montferrer i Castellbò) · Vegeu més fotos d'aquest monument · Carregueu una nova foto d'aquest monument                                       |
| Capella de Sant Antoni                                              |              | Obra popular XVIII-XIX        | Montferrer i Castellbò Pl. de l'Església, 13, Castellbò    | 42° 22′ 30″ N, 1° 21′ 21″ E / 42.37496°N,1.35576°E   | IPA-38274     | Carregueu una nova foto d'aquest monument |
| El Solanell                                                         |              | Obra popular IX, Medieval     | Montferrer i Castellbò Conjunt de cases en un poble        | 42° 24′ 43″ N, 1° 20′ 38″ E / 42.411980°N,1.343996°E | IPA-38419     | El Solanell (Montferrer i Castellbò) · Vegeu més fotos d'aquest monument · Carregueu una nova foto d'aquest monument                                                         |
| Església de Sant Vicenç de les Eres                                 | BCIL 2011    |                               | Montferrer i Castellbò Al costat de la carretera, les Eres | 42° 23′ 19″ N, 1° 19′ 27″ E / 42.388729°N,1.324271°E | IPA-39522     | Carregueu una nova foto d'aquest monument |
| Farga de Romadriu                                                   |              | Obra popular XIX              | Montferrer i Castellbò                                     |                                                      | IPA-43252     | Carregueu una nova foto d'aquest monument |
| Capella de Sant Esteve de Castellins                                |              |                               | Montferrer i Castellbò                                     | 42° 18′ 26″ N, 1° 19′ 49″ E / 42.30722°N,1.33029°E   | IPA-46768     | Carregueu una nova foto d'aquest monument |
| Cal Gramunt de Castellbò                                            |              |                               | Montferrer i Castellbò                                     | 42° 22′ 30″ N, 1° 21′ 20″ E / 42.37506°N,1.35566°E   | IPA-46769     | Carregueu una nova foto d'aquest monument |
| Antic Ajuntament de Castellbò                                       |              |                               | Montferrer i Castellbò                                     | 42° 22′ 27″ N, 1° 21′ 21″ E / 42.37413°N,1.35575°E   | IPA-46770     | Carregueu una nova foto d'aquest monument |
| Casa de l'Ermità de la Trobada                                      | BCIL 2011    |                               | Montferrer i Castellbò                                     | 42° 20′ 48″ N, 1° 25′ 27″ E / 42.34676°N,1.42430°E   | IPA-46771     | Carregueu una nova foto d'aquest monument |